# Decade Volcanoes

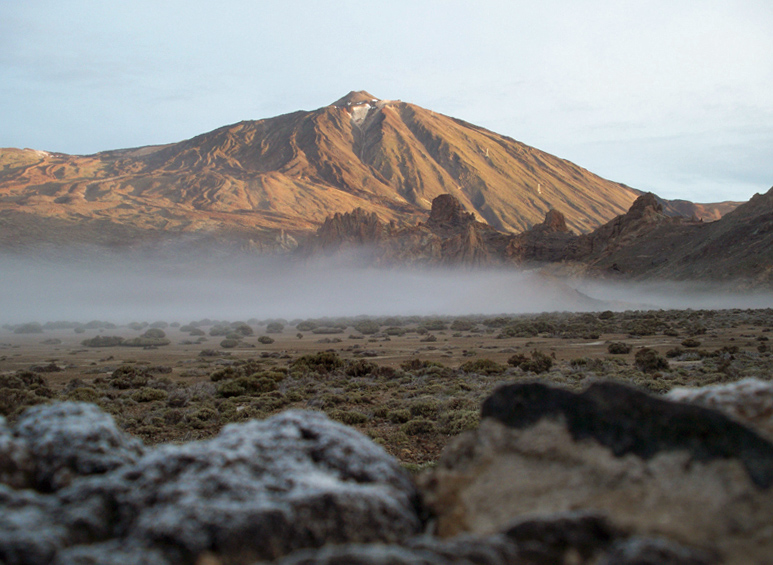
Teide (Tenerife)

Els anomenats Decade Volcanoes (volcans de la dècada) són uns volcans que mereixen especial estudi segons la principal associació de vulcanologia internacional, la IAVCEI. La selecció es fa en funció de la proximitat a poblacions humanes, la seva força o característiques eruptives singulars i té com a objectiu conèixer millor com funcionen els volcans per prevenir-ne els efectes.
En l'actualitat hi ha 16 Decade Volcanoes, que són:
- Avatxinski (Rússia)
- Colima (Mèxic)
- Etna (Itàlia)
- Galeras (Colòmbia)
- Mauna Loa (Estats Units)
- Merapi (Indonèsia)
- Nyiragongo (República Democràtica del Congo)
- Mont Rainier (Estats Units)
- Sakurajima (Japó)
- Santa María (Guatemala)
- Santorini (Grècia)
- Taal (Filipines)
- Teide (Espanya)
- Ulawun (Papua Nova Guinea)
- Unzen (Japó)
- Vesuvi (Itàlia)